# Хамад аль-Иса
Хама́д аль-И́са (араб. حمد العيسى‎ род. 9 января 1972) — кувейтский футболист, защитник. Участник летних Олимпийских игр 1992 года в составе олимпийской сборной Кувейта.

## Карьера
В 1992 году в составе сборной Кувейта Хамад аль-Иса принял участие в летних Олимпийских играх в Барселоне. На турнире сборная Кувейта выступила крайне неудачно, уступив во всех трёх матчах с общей разницей 1:6. Хамад аль-Иса принял участие лишь в одной встрече против сборной Польши, выйдя на замену на 77-й минуте.